# Taburete (banda)
Taburete es una banda española de pop rock con influencias de la ranchera, los boleros, el ska, el rocksteady y el pop rock español. Originaria de Madrid y fundada en 2014 por Guillermo «Willy» Bárcenas y Antón Carreño.
Con sus dos primeros discos en el mercado —Tres tequilas y Dr. Charas— consiguieron llenar muchas salas de España durante su gira en 2017. En septiembre de 2018 lanzaron su tercer álbum Madame Ayahuasca.
En 2021 sacaron su cuarto disco de estudio, "La broma infinita", y su quinto disco, "Matadero 5", vio la luz a finales de octubre de 2022.

## Historia

### 2014-2016
El grupo nace en 2014 con el cantante y compositor Guillermo Bárcenas, más conocido como Willy Bárcenas y Antón Carreño, junto a Joaquín Gasset, que abandonaría el grupo tiempo después. Comenzaron tocando en restaurantes y pequeñas salas bajo el nombre Altramuz y Taburete (nombre que solo duraría un concierto) y publicaron su primer disco, Tres Tequilas, en plataformas digitales y poco a poco consiguieron aumentar su número de seguidores.
En el año 2016 consiguieron llenar la sala La Riviera de Madrid en dos ocasiones consecutivas. Ya en noviembre de 2016 lanzaron su segundo álbum, Dr.Charas (en homenaje al batería del grupo Manolin, médico en el hospital de La Paz). Este segundo trabajo supuso un antes y un después para la banda. Rápidamente se convirtió en uno de los más vendidos, obteniendo el doble disco de platino, logrando vender hasta la última entrada en más de treinta conciertos, en importantes salas como la Razzmatazz o el Teatro Barceló.

### 2017
Emprendieron una gira que duró desde febrero a diciembre de 2017 y que los llevó por toda España realizando más de cincuenta actuaciones. Actuaron el 17 de marzo de 2017 en el Palacio de los Deportes de Madrid, cita para la cual vendieron 5.000 entradas en tan solo dos horas y consiguieron llenarlo con un aforo total de 16.000 personas.
Cabe también destacar las colaboraciones de Willy Bárcenas con Antonio Carmona en su concierto en Madrid, en el sencillo "Perdonarme" junto a Café Quijano y en la grabación en directo del concierto de Rosario Flores con la canción y "Que le importa a nadie" publicado en su último disco: Noche de gloria en el Teatro Real.
En verano de 2017, el grupo anunció una nueva gira conjunta con los Hombres G llamada Devuélveme mi joda que los llevaría por diferentes ciudades de España como Granada, Sevilla, Barcelona o Madrid (tras el éxito de la primera fecha, se ven obligados a sacar una segunda fecha), donde el 28 de diciembre tuvo lugar el fin de la gira con todas las entradas vendidas.
En la última edición de los premios 40 Music Awards 2017 recibieron, además de la nominación a mejor grabación del año, la nominación al Premio 40 Principales al mejor artista revelación. El 4 de diciembre, fueron invitados para actuar en Operación Triunfo 2017. En diciembre de 2017 salió a la venta una reedición de su álbum debut titulado Tres tequilas y un mezcal, que reúne las canciones de Tres Tequilas junto a algunos temas inéditos y sencillos no incluidos en ningún álbum, como la versión inédita de su canción "Amos del piano bar" junto a Hombres G y su famosa versión de "El toro y la luna".

### 2018
Entre marzo y abril de 2018 tuvo lugar la Gira Américas que pasaría por México (Monterrey, Ciudad de México, Guadalajara, Cancún), Santiago de Chile, Buenos Aires y Lima. A la vuelta de la gira presentaron el sencillo "Belerofón" el 27 de abril de 2018, y de cara al Mundial de Fútbol de Rusia, dieron a conocer el tema “Desde Rusia con amor” el 8 de junio. Ambos sencillos fueron un adelanto de su próximo disco que vería la luz a continuación. El 13 de septiembre presentaron su nuevo disco "Madame Ayahuasca", en la plaza de Las Ventas de Madrid. Este disco cuenta con diez canciones y varias colaboraciones. El nombre hace referencia a la ayahuasca, una bebida tradicional indígena que genera efectos alucinógenos. El 27 de septiembre lanzan el sencillo Cinco sentidos, colaboración con el grupo madrileño Dvicio. Entre septiembre y noviembre de 2018 realizaron una gira para promocionar el nuevo disco. El 6 de diciembre de 2018 presentaron a Madame Ayahuasca en la plaza de la Condesa de México D.F.

### 2019
En 2019 emprenden la gira Ayahuasca Tour 2019 por toda España, tocando en localidades como Almería, Guadalajara, Sevilla, Mallorca, entre otras. Durante el verano han estado girando por varios festivales en España como el Sonorama, Riverland, Caproig, Starlite o el jardín de las Delicias en Madrid donde pusieron fin a su gira Madame Ayahuasca y cerrando así un año de gira hasta 2021. Actualmente están nominados a un Latin Grammy en la categoría de mejor álbum pop/rock y realizando su gira por México y Sudamérica actuando en Perú, Chile, Uruguay y Argentina. En 2020 se centrarán en trabajar en su próximo álbum que verá la luz el próximo año.[cita requerida]

### 2020-2021
A finales del mes de julio el grupo anuncia el título de su cuarto álbum La broma infinita haciendo alusión al tenuoso camino que el grupo comenzó hace cinco años. "Un sendero lleno de piedras que venía a poner a prueba la fuerza y el cinismo de todos los que seguían la hoja pautada de lo impuesto" explica el vocalista del grupo Willy.
El 24 de enero de 2020 estrena su colaboración «Una foto en blanco y negro» con el artista David Otero.
El 10 de abril de 2020 sale a la luz una colaboración por parte del grupo Kitai llamada «Kill Bill».
El 2 de septiembre de 2020 saca el tema «2018: Odisea en el Espacio», cuyo videoclip está protagonizado por la actriz Macarena Gómez, y que acumula más de 2.700.000 visualizaciones en YouTube.
El 30 de septiembre de 2020 se estrena el sencillo «El Último Baile de Dunas Mitchell».
«Abierto en Vena» sale a la luz el 26 de octubre de 2020.
El 18 de noviembre de 2020 el tema «Brindo» se entrena en todas la plataformas digitales.
El 16 de diciembre del mismo año se lanza el tema «Venado Tuerto» con un videoclip protagonizado por el actor Rafa Casette.
En 2021, el vocalista del grupo Willy Bárcenas compitió en la segunda temporada de Mask Singer: Adivina quién canta como Plátano, logrando la segunda posición.

### 2022-2023
El 27 de enero de 2022 sale su nuevo single, "Roto y elegante", como adelanto de su futuro álbum, "Matadero 5".
En julio de 2023 sacaron "Aviones sin fuel" un videoclip grabado íntegramente en Miraflores de la Sierra.

## Discografía
- 2016: Tres tequilas
- 2016: Dr. Charas
- 2017: Tres tequilas y un mezcal (Reedición)
- 2018: Madame Ayahuasca
- 2021: La broma infinita
- 2022: Matadero 5

## Miembros
- Guillermo «Willy» Bárcenas Iglesias (30 de septiembre de 1989) - Voz
- Antón Carreño (22 de junio de 1995) - Guitarra, voz
- Antonio de la Fuente - Guitarra eléctrica (1989)
- Guillermo Gracia - Guitarra solista (1992)
- Simón Cordero - Batería (1987)
- Patxi Urchegui - Trompeta y director musical
- Daniel Guadaño - Bajo eléctrico (1988)
- Javier Lozano - Teclista (1982)